# Côte des Allemands
La Côte des Allemands (German Coast in inglese, letteralmente "Costa dei tedeschi") era una regione abitata da coloni di origine tedesca stabilitisi in Louisiana, lungo le rive del fiume Mississippi, prima che la Francia la cedesse agli Stati Uniti.
L'antica regione occupava parte dei territori oggi compresi nelle parrocchie di St. Charles, Saint John the Baptist e St. James. Molti dei tedeschi che per primi si stabilirono qui nel 1721, vi erano arrivati grazie alla Compagnia del Mississippi. Quando questa andò in bancarotta i coloni divennero proprietari delle terre sulle quali si erano stabiliti.
I coloni tedeschi riuscirono a rendere questa zona fiorente dal punto di vista agricolo, nonostante problemi legati ad alluvioni ed inondazioni.
I tedeschi erano originari principalmente della Renania mentre altri provenivano dalle regioni francesi germanofone (Alsazia e Lorena) o da Svizzera e Belgio.
La popolazione tedesca apprese la lingua francese e si integrò in seguito perfettamente con gli acadiani che giunsero qui dal Canada. Ne è prova il fatto che vi è un contributo inequivocabile anche di stampo tedesco alla creazione della cosiddetta cultura Cajun.